# 콘스탄티누스 개선문

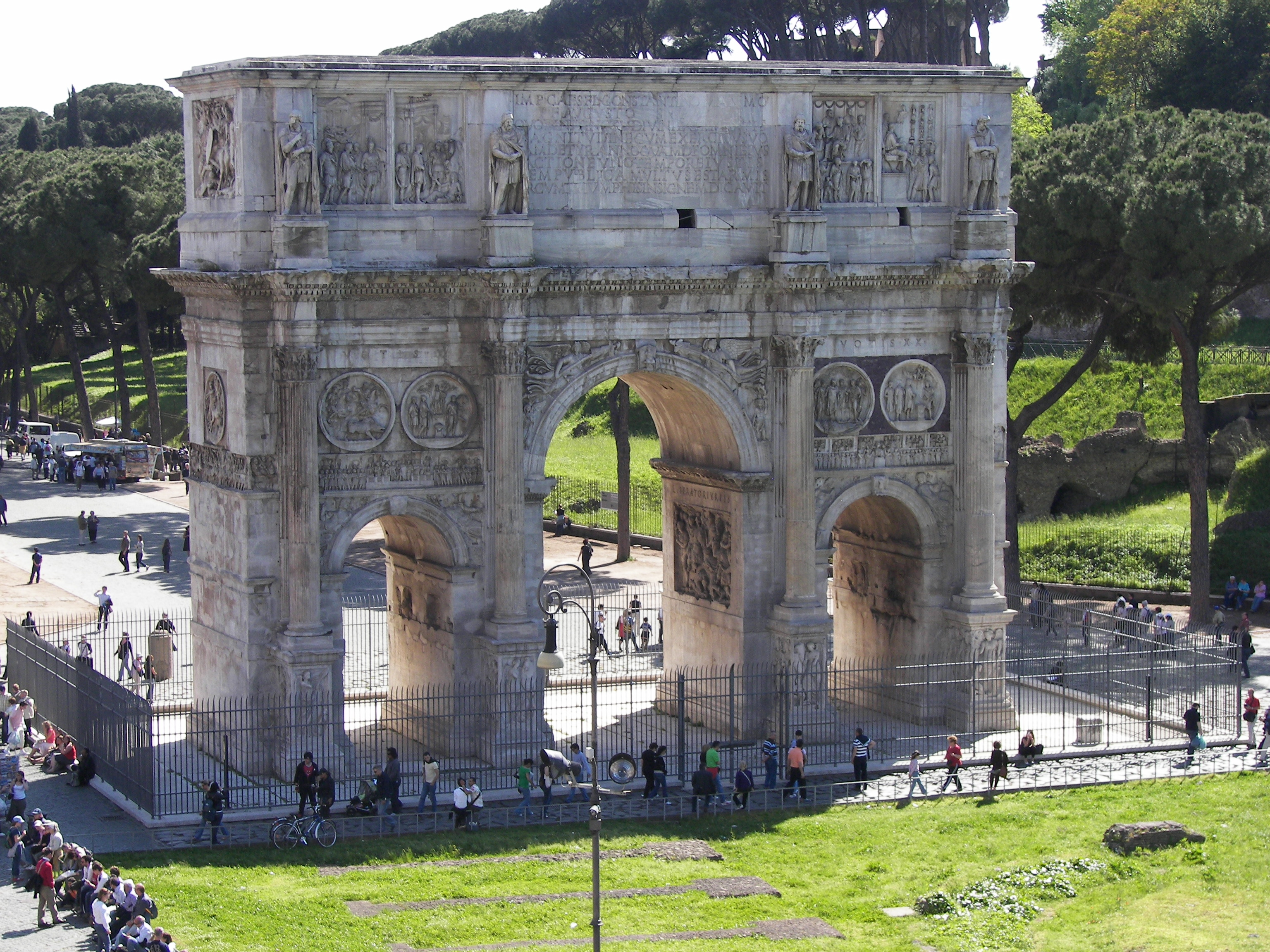
콘스탄티누스 개선문

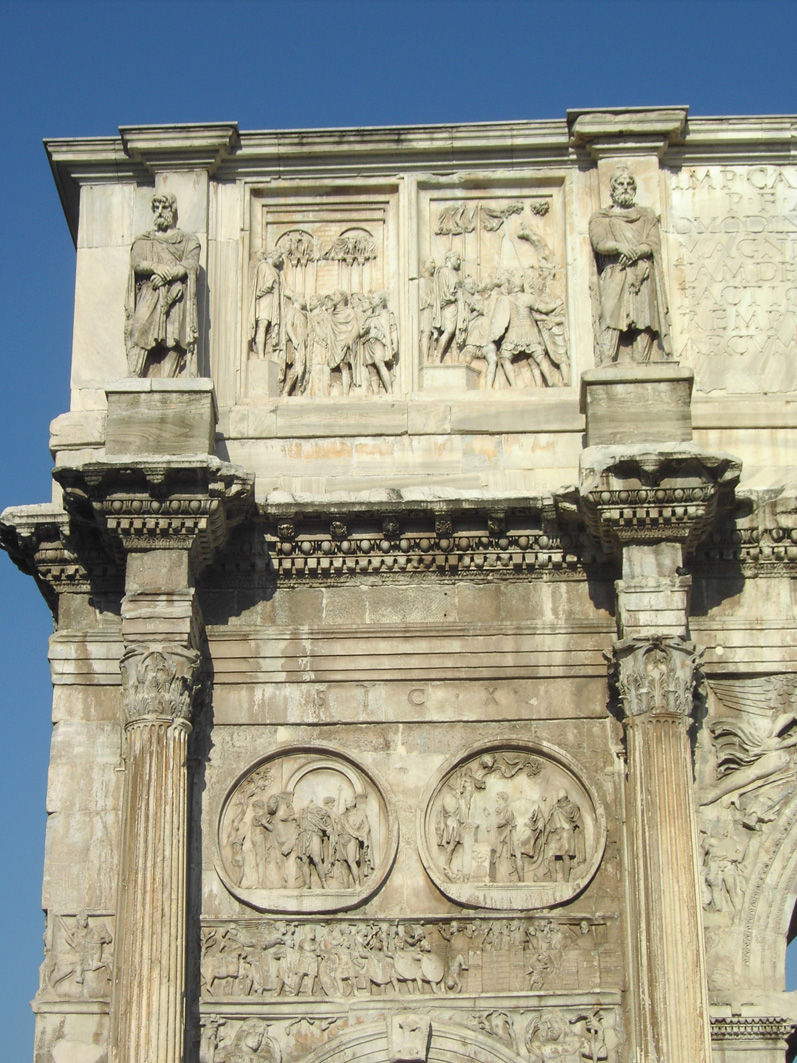
콘스탄티누스 개선문의 부조

콘스탄티누스 개선문(이탈리아어: Arco di Costantino)은 콘스탄티누스 1세를 기리기 위해 로마에 세워진 개선문이다. 콘스탄티누스 1세의 즉위 10년이 되는 315년에 이를 기념하기 위해 원로원이 세운 것이다. 콘스탄티누스가 312년 로마에 진군할 때, 대낮에 십자가와 "이것으로 이겨라"라는 환상을 전군(全軍)과 함께 보고 막센티우스군(軍)을 테베레강 근처에서 격파했는데, 황제의 그때 싸움 장면이 이 문의 부조(浮彫)에 생생하게 그려져 있다. 이 사건은 기독교 공인과 제국의 통일에 획기적인 것이었다.
문은 흰 대리석으로 되어 있고, 세 개의 통로가 있으며, 일부는 다른 건축에서 옮긴 것이다. 로마에 있다. 콘스탄티노플에는 대신에 '선량한 양치기의 상(像)'이 놓여 있다.
1960년 하계 올림픽 당시 육상 마라톤의 결승점으로 활용되었다.

## 같이 보기
- 로마의 고대 건축물 목록